# Bothwell, Tasmanien
Bothwell är en ort i Australien. Den ligger i kommunen Central Highlands och delstaten Tasmanien, i den sydöstra delen av landet, omkring 61 kilometer nordväst om delstatshuvudstaden Hobart.
Trakten runt Bothwell är nära nog obefolkad, med mindre än två invånare per kvadratkilometer.. 
Trakten runt Bothwell består i huvudsak av gräsmarker. Genomsnittlig årsnederbörd är 663 millimeter. Den regnigaste månaden är november, med i genomsnitt 80 mm nederbörd, och den torraste är februari, med 38 mm nederbörd.